# Scrubs
Vous lisez un « bon article » labellisé en 2008.
Pour les articles homonymes, voir Toubib or not toubib.
Scrubs, est une sitcom américaine en 182 épisodes de 22 minutes, créée par Bill Lawrence et diffusée entre le 2 octobre 2001 et le 8 mai 2008 sur le réseau NBC puis entre le 6 janvier 2009 et le 17 mars 2010 sur le réseau ABC.
En France, la série est diffusée depuis le 13 avril 2002 sur TPS Cinéstar, sur Paris Première, depuis le 30 juin 2006 sur M6, en VM, dès le 23 février 2015 sur France Ô et depuis le 1er janvier 2018 sur Game One. En Suisse romande, elle est diffusée depuis le 6 juin 2004 par la TSR en bicanal et depuis le 14 février 2004 en Belgique francophone sur Plug TV.
La série raconte les aventures du personnel de l'hôpital du Sacré-Cœur, et notamment celles de l'interne John « J.D. » Dorian (Zach Braff). Malgré son statut de médecin, J.D. est un grand enfant qui se perd fréquemment dans ses pensées, retransmises par sa voix intérieure, imaginant des scènes loufoques inspirées de la réalité, qui sont alors représentées à l'écran, parfois en plein milieu d'une discussion avec les autres personnages.
Chaque épisode est structuré autour de plusieurs histoires thématiquement reliées par la voix off de J.D. qui fait office de narrateur. Si la série est essentiellement comique, les épisodes possèdent toujours quelques passages plus sérieux sur des thèmes comme la maladie, la mort, l'amour ou l'amitié. À la fin de la plupart des épisodes, J.D. résume la morale ou le thème de l'épisode et la façon dont cela a affecté chacun des personnages.
Pour la neuvième saison, dont la diffusion commence le 1er décembre 2009, le Sacré-Cœur devient une école de médecine, dans laquelle les Drs Cox et Turk donnent des cours. Selon Bill Lawrence, il s'agit d'une nouvelle série, qu'il aurait voulu nommer Scrubs Med, mais ABC a refusé. La formule n'ayant pas trouvé son public, la série est annulée.
Le 10 juillet 2025, ABC commande un revival de la série avec les retours de Zach Braff, Donald Faison et Sarah Chalke dans leurs rôles.

## Synopsis
Scrubs est une série centrée sur la vie du personnel de l'hôpital du Sacré-Cœur (Sacred Heart) et particulièrement sur celle de John Dorian, alias « J.D. ». Au début de la série, J.D. est un jeune interne qui entre à l'hôpital du Sacré-Cœur, tout comme son meilleur ami et colocataire, l'apprenti-chirurgien Christopher Turk. Ils sont accompagnés dans leurs premiers pas par leur camarade Elliot Reid, jeune femme brillante mais névrosée au charme de laquelle J.D. succombe immédiatement, et par Carla Espinosa, infirmière au caractère bien trempé qui ne laisse pas Turk indifférent.
Dès son premier jour, J.D. devient rapidement le principal souffre-douleur du concierge assez particulier de l'hôpital. Parallèlement, il se trouve rapidement un mentor en la personne du docteur Perry Cox, dont la mauvaise humeur perpétuelle et la dépendance au travail dissimulent son incapacité à gérer sa vie personnelle ; celui-ci est le principal rempart des patients et des internes contre le cynisme du directeur du Sacré-Cœur, le mielleux et tyrannique docteur Robert « Bob » Kelso.

## Distribution

### Acteurs principaux
- Zach Braff (VF : Alexis Tomassian) : Dr Jonathan Michael « J. D. » Dorian
- Sarah Chalke (VF : Véronique Desmadryl) : Dr Elliot Reid (saisons 1 à 8, récurrente saison 9)
- Donald Faison (VF : Lucien Jean-Baptiste) : Dr Christopher « Turk » Duncan Turk
- John C. McGinley (VF : Hervé Jolly) : Dr Perceval « Perry » Ulysse Cox
- Ken Jenkins (VF : Richard Leblond) : Dr Robert « Bob » Kelso (saisons 1 à 8, récurrent saison 9)
- Judy Reyes (VF : Julie Turin) : Infirmière Carla Espinosa (saisons 1 à 8)
- Neil Flynn (VF : Pascal Massix puis Marc Alfos, saisons 7 à 9) : le Concierge (The Janitor en VO) (récurrent saison 1, principal saisons 2 à 8, invité saison 9)
- Eliza Coupe (VF : Anne Dolan) : Dr. Denise « Jo » Mahoney (récurrente saison 8, principale saison 9)
- Kerry Bishé (VF : Céline Ronté) : Lucy Bennett (principale saison 9)
- Michael Mosley (VF : Thomas Roditi) : Drew Suffin (principal saison 9)
- Dave Franco (VF : Stéphane Marais) : Cole Aaronson (principal saison 9)

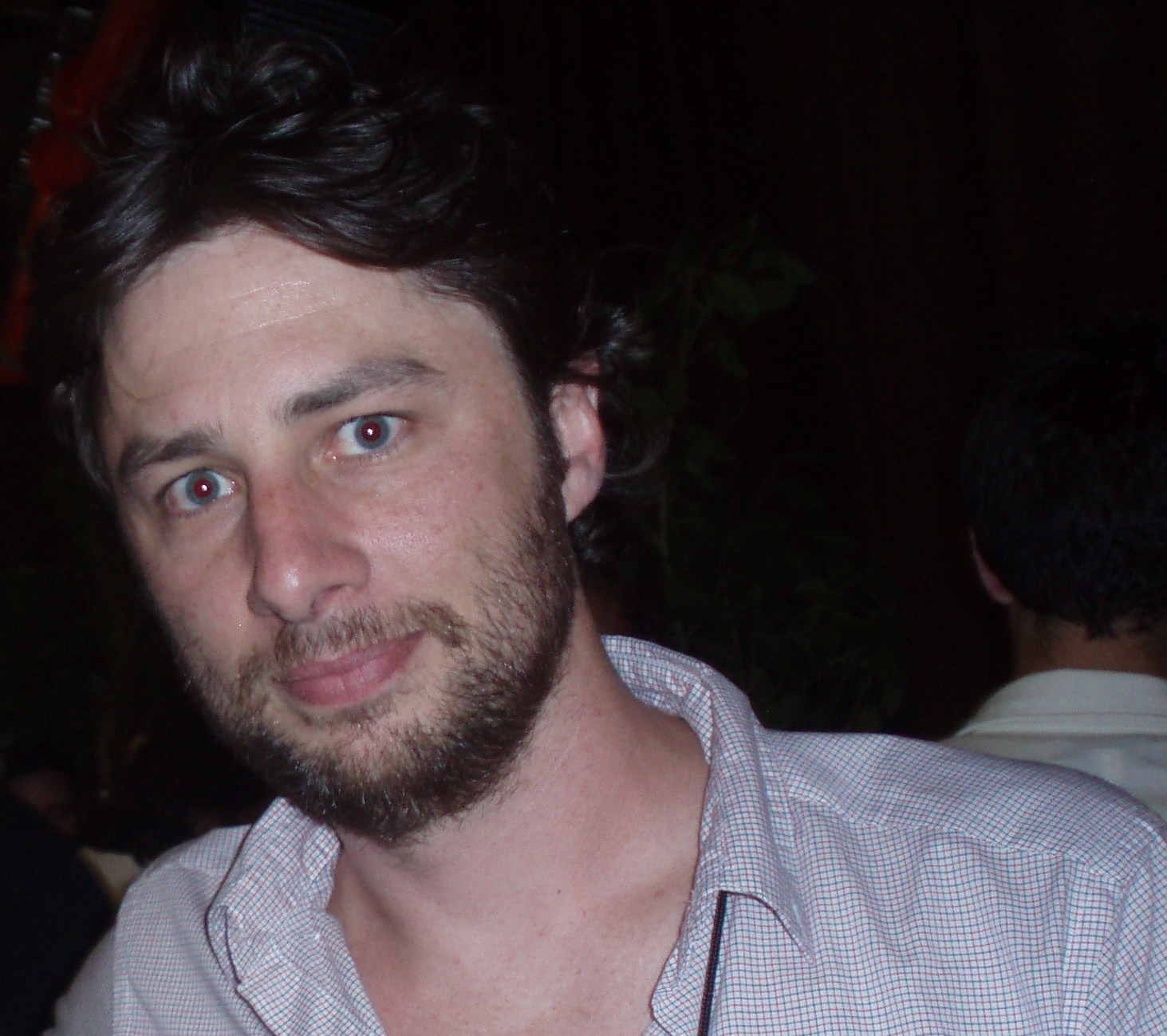
Zach Braff interprète John Dorian
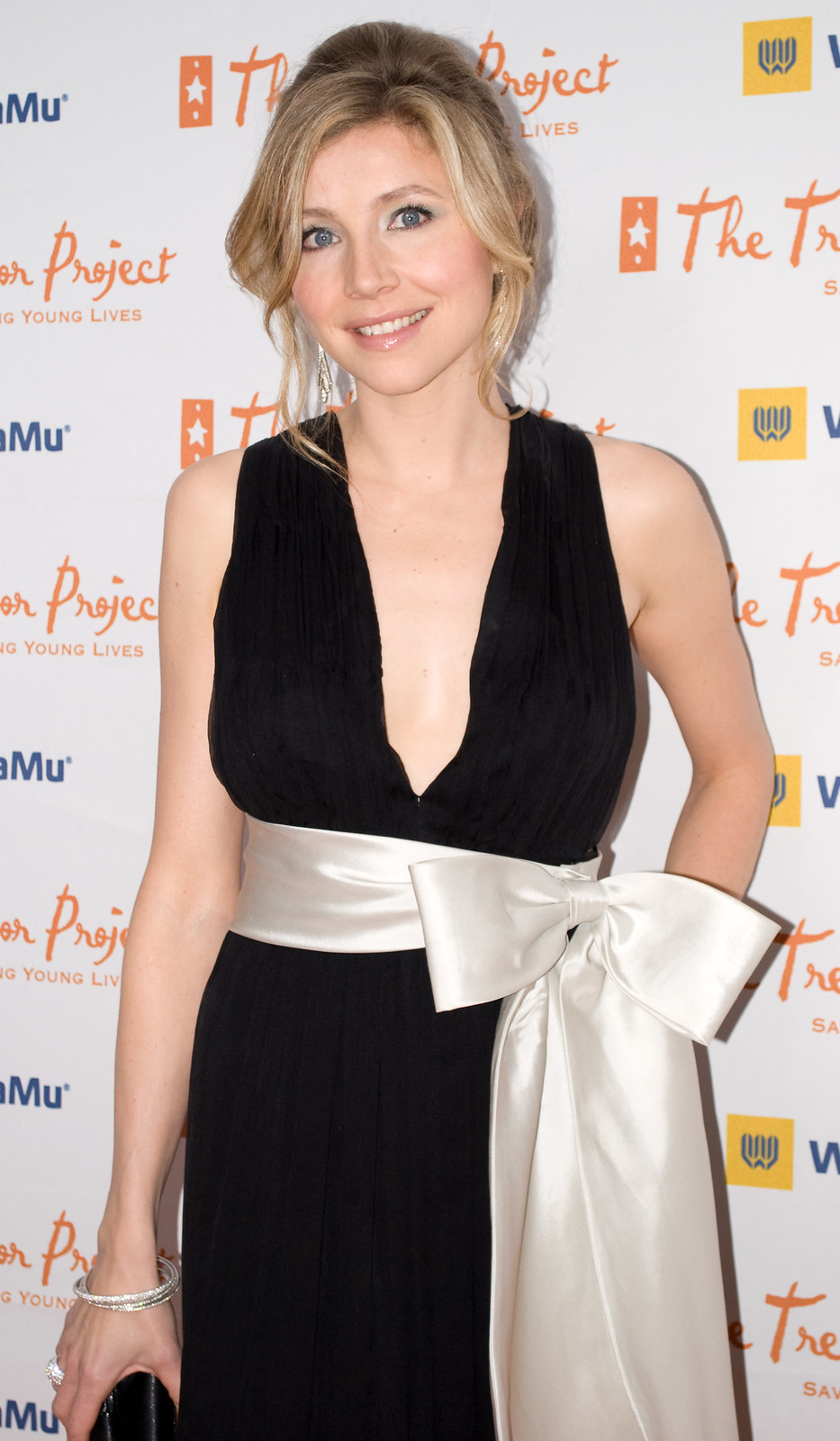
Sarah Chalke interprète Elliot Reid
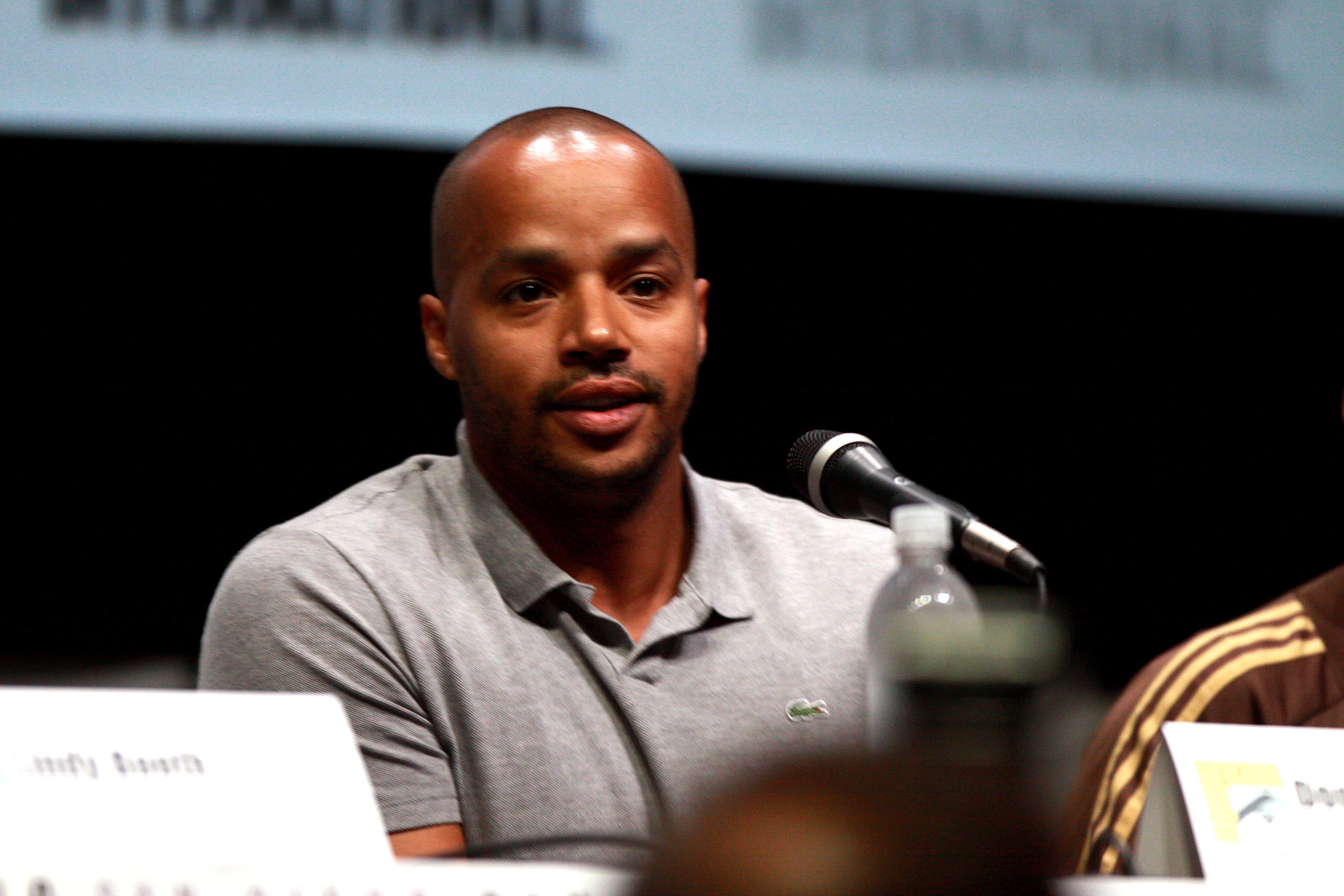
Donald Faison interprète Christopher Turk
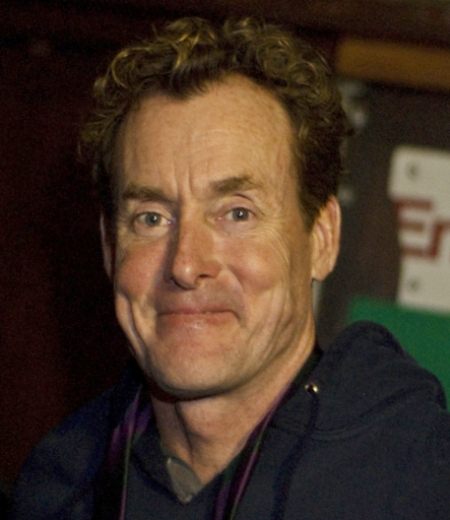
John C. McGinley interprète Perry Cox
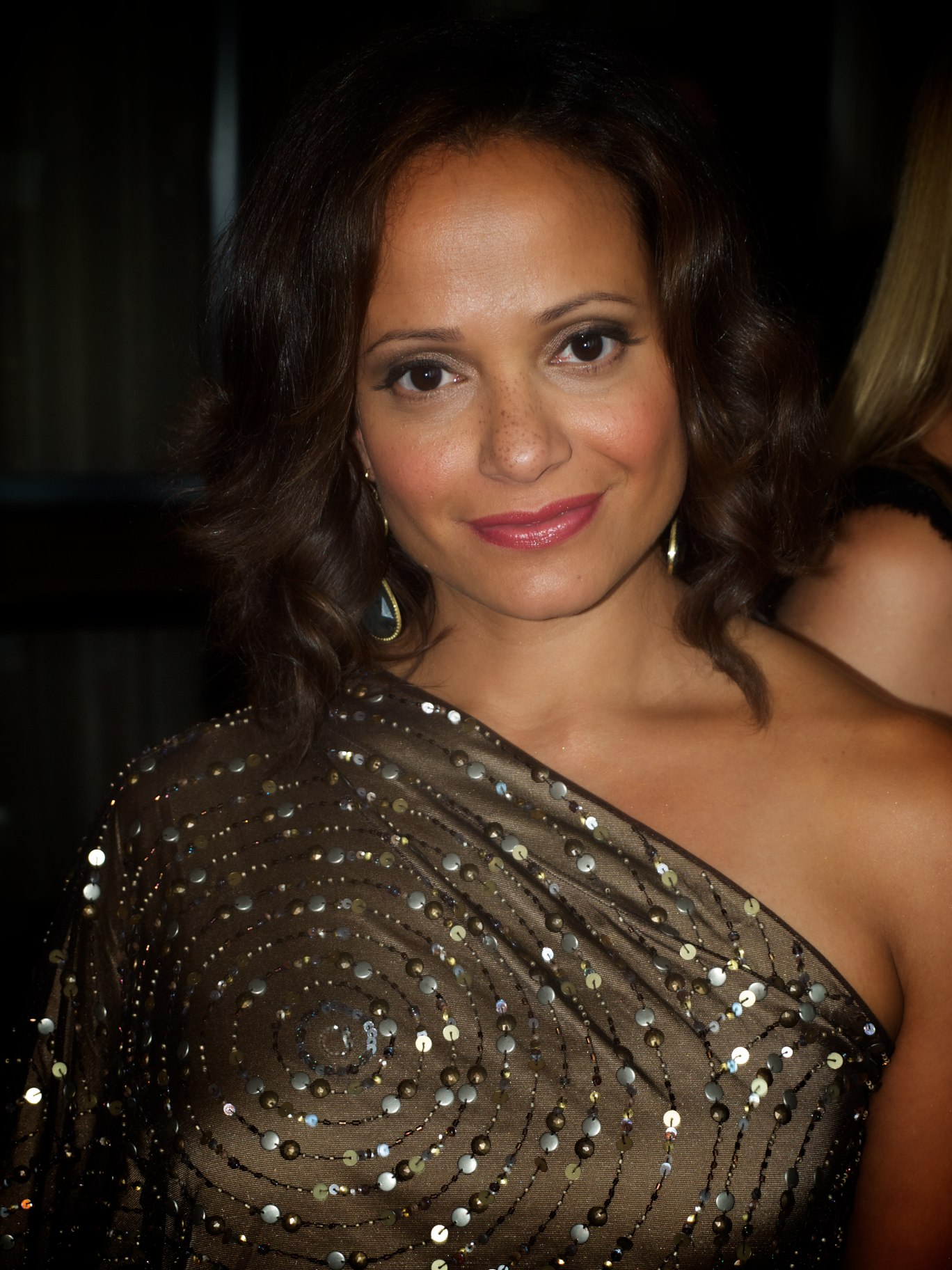
Judy Reyes interprète Carla Espinosa
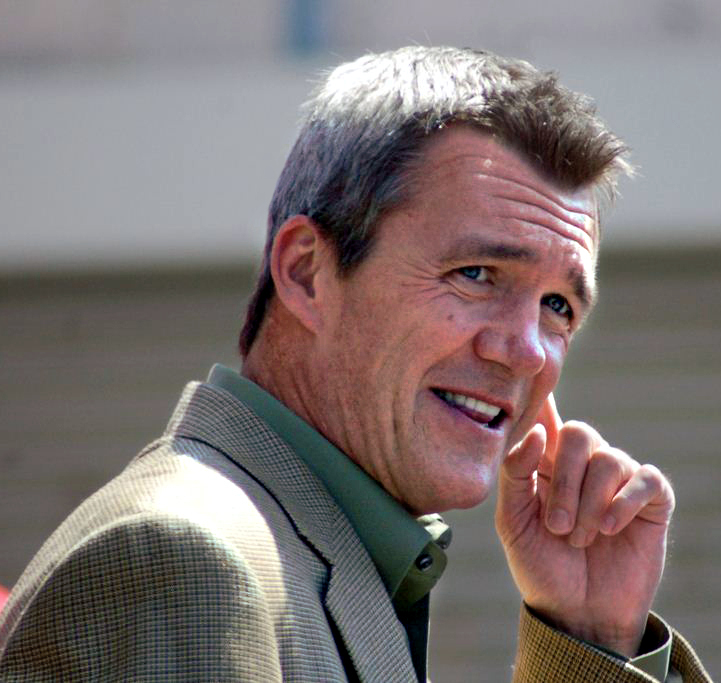
Neil Flynn interprète Le Concierge

### Acteurs récurrents
- Aloma Wright (VF : Catherine Artigala) : l'infirmière Laverne Roberts (saisons 1 à 6, puis 8), puis Infirmière Shirley (saison 7)
- Robert Maschio (VF : Pascal Germain) : Dr Todd Quinlan (saisons 1 à 9)
- Sam Lloyd (VF : Denis Boileau) : Theodore "Ted" Buckland (saisons 1 à 9)
- Christa Miller-Lawrence (VF : Brigitte Aubry) : Jordan Sullivan (saisons 1 à 9)
- Johnny Kastl (VF : Emmanuel Beckermann) : Dr Doug Murphy (saisons 1 à 8)
- Charles Chun (en) (VF : Charles Borg) : Dr Phillip Wen, le chirurgien-chef (saisons 1 à 5)
- Sonal Shah (en) (VF : Adeline Chetail) : Sonia « Sunny » Dey (saison 8, invitée saison 9)
- Lee Thompson Young (VF : Mohamed Sanou) : Derek Hill (saison 8)
- Betsy Beutler (en) (VF : Karine Foviau) : Katie Collins (saison 8)
- Aziz Ansari (VF : Aurélien Ringelheim) : Ed Dhandapani (saison 8)

### Personnages occasionnels
- Chrystee Pharris (en) : Kylie
- Kit Pongetti (en) : Dr Mitchell (saison 2) puis Ladinia « Lady » Williams (saisons 7 et 8)
- Bob Clendenin (en) (VF : Éric Marchal) : Dr Paul Zeltzer
- Philip McNiven (VF : Yves-Henry Salerne) : Roy
- Matt Winston (en) (VF : Thierry Wermuth) : Dr Jeffrey Steadman (saisons 1 à 3)
- Randall Winston (en) (VF : Matthieu Albertini) : Leonard (saisons 1 et 3 à 8)
- Martin Klebba : Randall Winston (saisons 3 à 8)
- Cheryl Hines : Paige Cox (épisode 5, saison 5)
- Michael Hobert (en) : Lonnie (saisons 3 à 5 et 8)
- Tom Cavanagh (VF : Serge Faliu puis Lionel Tua) : Daniel « Dan » Dorian, grand frère de J. D. (saisons 2 à 8)
- Travis Schuldt (VF : Yann Guillemot) : Keith Dudemeister (saisons 5 à 8)
- Rick Schroder (VF : Alexandre Gillet) : Infirmier Paul Flowers (saison 2)
- Richard Kind (VF : Gérard Surugue) : Harvey Corman
- Bellamy Young (VF : Claire Guyot) : Dr Grace Miller
- Elizabeth Banks (VF : Marie-Eugénie Maréchal) : Dr Kim Briggs (saisons 5 à 8)
- Nicole Sullivan (VF : Barbara Delsol) : Jill Tracy
- Heather Graham (VF : Marie-Laure Dougnac) : Dr Molly Clock (saison 4)
- Scott Foley (VF : Constantin Pappas) : Sean Kelly (saisons 1, 3 et 8)
- Michael Weston  : soldat Brian Dancer (saison 6)
- Taran Killam (en) (VF : Christophe Lemoine) : Jimmy (saison 8)
- Manley Henry (VF : Matthieu Albertini) : Titulaire Ronald dit « Snoop Dogg »
- Bob Bencomo : Coleman Slawski, dit Docteur Colonel
- Frank Cameron (VF : Matthieu Albertini) : Dr Walter Mickhead
- Geoff Stevenson : Dr Beardface (saisons 4 à 8) [6]
- Cody Estes (en) : J. D. jeune
- Andrew Miller : Jack Cox (saisons 5 à 8)
- Kate Micucci (VF : Barbara Beretta) : Stephanie Gooch (saisons 8 et 9)
- Nicky Whelan (VF : Geneviève Doang) : Maya (saison 9)
- Matthew Moy (en) (VF : Arthur Pestel) : Trang (saison 9)
- Phill Lewis (VF : Thierry Desroses) : Hooch (saisons 5 à 8)
- Dave Foley : Le psychologue de l'hôpital
- Mike Schwartz : LLoyd et divers autres rôles.

### Invités
La série est également réputée pour la présence fréquente de guest stars, notamment d'acteurs de cinéma qui n'apparaissent généralement pas dans des séries télévisées. À noter que Bill Lawrence est également le créateur de la série Spin City et que le producteur Randall Winston est aussi un producteur associé de cette série, ainsi divers acteurs de cette série apparaissent dans Scrubs de manière récurrente, tels Michael J. Fox, Barry Bostwick, Alan Ruck, Richard Kind, Heather Locklear, Michael Boatman et Alexander Chaplin.
- Jimmie Walker : Dr Cox, noir après une chirurgie (rêve éveillé de J.D.) (épisodes 1-06 et 1-11)
- Sean Hayes (VF : Adrien Antoine) : Nick (épisode 1-07)
- Masi Oka : Franklyn, assistant du laboratoire (épisodes 1-16, 1-22, 2-17, 2-18 et 4-11)
- Kelli Williams (VF : Laura Préjean) : Kristen Murphy (épisodes 1-17 et 1-18)
- DJ Qualls (VF : Vincent de Bouard) : Josh, un nouvel interne (épisode 1-17)
- R. Lee Ermey : père de l'homme de ménage (épisode 1-19)
- John Ritter[n 2] (VF : Jean Barney) : Sam Dorian, père de J. D. (épisodes 1-19 et 2-09)
- Brendan Fraser (VF : Guillaume Orsat) : Ben Sullivan, frère de Jordan et ami de Cox (épisodes 1-22, 1-23 et 3-14)
- Heather Locklear (VF : Dominique Dumont) : Julie, représentante d'une société pharmaceutique (épisodes 2-07 et 2-08)
- Alan Ruck : M. Braga, un patient (épisode 2-09)
- Richard Kind (VF : Michel Papineschi puis Gérard Surugue) : Harvey Corman, patient hypocondriaque (épisodes 2-12, 3-20, 4-09 et 4-10)
- D.L. Hughley (VF : Christophe Lemoine) : Kevin, le frère de Turk (épisode 2-14)
- Dick Van Dyke (VF : Marc Cassot) : Dr Doug Townshend (épisode 2-14)
- Rick Schroder (VF : Alexandre Gillet) : Paul Flowers, l'infirmier (épisodes 2-15 à 2-19)
- Jay Mohr (VF : Pierre Tessier) : Dr Pete Fisher (épisode 2-17)
- Amy Smart (VF : Sauvane Delanoë) : Jamie Moyer (épisodes 2-18, 2-20 et 2-21)
- Ryan Reynolds (VF : Adrien Antoine, 1er doublage [2003][n 3] / Pierre Tessier[n 4],[7], 2e doublage [2015][n 4],[7]) : Spence, pote de fac de J. D. et Turk (épisode 2-22)
- Barry Bostwick (VF : Bernard Tiphaine) : M. Randolf, un patient (épisode 3-03)
- Tara Reid (VF : Charlotte Marin) : Danni Sullivan, sœur de Jordan (épisodes 3-07 à 3-08, 3-10, 3-11, 3-14, 3-19 à 3-22 et 4-16)
- Freddy Rodríguez (VF : Thierry Wermuth) : Mark (ou Marco), le frère de Carla (épisode 3-07, 3-21 et 3-22)
- Bernie Kopell[n 5] : M. Morgan, un patient (épisode 3-08)
- Michael J. Fox (VF : Luq Hamet) : Dr Kevin Casey, célébrité médicale et ami d'étude de Perry Cox (épisodes 3-12 et 3-13)
- Alexander Chaplin (VF : Vincent de Bouard) : Sam Thompson (épisodes 3-17, 5-2 et 6-13)
- Julianna Margulies[n 6] (VF : Hélène Chanson) : Neena Broderick, avocate spécialisée en médecine (épisodes 4-09 et 4-10)
- Matthew Perry (VF : Emmanuel Curtil) : Murray Marks, fils d'un patient (épisode 4-11) [épisode qu'il réalise également]
- Colin Farrell (VF : Boris Rehlinger) : Billy Callahan, un Irlandais qui accompagne un patient (épisodes 4-14)
- Michael Boatman (VF : Olivier Destrez) : Ron, un ami du Dr Cox (épisode 4-18)
- Peter Jacobson : M. Foster, un patient (épisodes 5-08)
- Jason Bateman : M. Suton, un patient (épisodes 5-08)
- Mandy Moore (VF : Ariane Aggiage) : Julie Quinn (épisodes 5-09 et 5-10)
- Paul Adelstein (VF : Boris Rehlinger) : Docteur Stone (épisode 5-21)
- Keri Russell (VF : Barbara Delsol) : Melody O' Harra (épisodes 6-18 et 6-19)
- Courteney Cox (VF : Maïk Darah): Dr Taylor Maddox (épisodes 8-01 à 03)

Version française
- Société de doublage : Sonodi[8],[9] (saison 1) / Dubbing Brothers[8],[9] (saisons 2 à 9)
- Direction artistique : Thierry Wermuth[8],[9]
- Adaptation des dialogues : Cristine de Chérisey et Laurence Crouzet[8]

 Source et légende : version française (VF) sur RS Doublage et Doublage Séries Database

#### Caméos
En plus de la présence de guest stars, les épisodes de Scrubs ont droit fréquemment à de nombreux caméos de célébrités. À quelques exceptions près, les célébrités jouent leurs propres rôles ou des sosies d'eux-mêmes. 
- Saison 1 : Louie Anderson, Jimmie Walker, Carrot Top, William Daniels, Stephen Furst, Ed Begley Jr., Eric Laneuville.
- Saison 2 : Colin Hay, David Copperfield, Jay Leno, Fred Berry
- Saison 3 : Maureen McCormick, Erik Estrada, Polyphonic Spree, Larry Thomas, George Takei, Bernie Kopell, Michael J. Fox
- Saison 4 : Chuck Woolery, The Sugarhill Gang, Common, Colin Farrell, Ed McMahon
- Saison 5 : Gary Busey, Billy Dee Williams, Kareem Abdul-Jabbar
- Saison 6 : Blue Man Group
- Saison 7 : Efren Ramirez
- Saison 8 : Josh Elliott et Hannah Storm (présentateurs de SportsCenter)

La distribution de Scrubs a aussi fait quelques caméos dans d'autres émissions. En 2002, la plupart des acteurs qui ont des personnages récurrents dans la série ont prêté leur voix aux personnages de la série animée Clone High, également produite par Bill Lawrence. La même année, Zach Braff, Sarah Chalke, Judy Reyes, John C. McGinley, Neil Flynn, et Bill Lawrence font une apparition dans une scène du téléfilm It's a Very Merry Muppet Christmas Movie dans laquelle Miss Piggy joue une figurante dans Scrubs mais essaye d'improviser pour se donner elle-même un plus grand rôle. À noter que Donald Faison n'est pas présent.
Pour Noël 2003, Daniel Russ et Ryan Levin réalisent un épisode spécial de dix minutes intitulé My Charlie Brown Christmas qui est en fait un montage du dessin animé Joyeux Noël, Charlie Brown ! (A Charlie Brown Christmas) entièrement redoublé par les acteurs de Scrubs et où J.D. est Charlie Brown.
Dans l'un des épisodes de Scrubs, Todd porte un tee-shirt sur lequel est inscrit une adresse internet : TheToddTime.com qui est en fait un blog prétendument tenu par le personnage de Todd où sont postées des vidéos inédites de Todd. Lors de la diffusion de l'épisode, le site devait publier la vidéo du Todd Song, rédigé par Robert Maschio (Todd) mais NBC juge la vidéo indiffusable. Maschio décide alors de poster la chanson sur son propre site.
Durant la saison 8, un épisode fait l'objet d'un cross-over entre Scrubs et les marionnettes de 1, rue Sésame, qui n'apparaissent que dans les rêves de J.D.
Dans l'épisode 8 de la saison 5 d'American Dad!, Roger l'extraterrestre fait une chirurgie et la scène est directement reprise de Scrubs, Turk apparaissant, il parle de Carla et du Concierge.

## Production

### Développement
Par l'intermédiaire de ABC Television Studio, les droits de la série reviennent à Touchstone (filiale de Walt Disney Company), Bill Lawrence en est le créateur, le principal scénariste, et l'un des producteurs exécutifs. Les autres producteurs exécutifs sont Bill Callahan, Garrett Donovan, Neil Goldman, Tad Quill, Eric Weinberg et Tim Hobert.
Neil Goldman et Garrett Donovan ont démarré dans la série comme scénaristes et coproducteurs, puis continué en tant que producteurs exécutifs ; ils ont produit et écrit un certain nombre d'épisodes ensemble. Bill Callahan commence comme coproducteur exécutif dans la saison 4, et a depuis écrit six épisodes de la série ; il devient un producteur exécutif de la série durant 2007-2008 avant de faire partie de la trentaine d'effectifs d'ABC licenciés à la suite de la grève des scénaristes américains pour des raisons économiques. Mike Schwartz démarre comme coproducteur exécutif depuis 2006 et a écrit 11 épisodes. Michael Spiller a réalisé 15 épisodes entre 2002 et 2006. Adam Bernstein a réalisé 11 épisodes entre 2001 et 2006 dont le pilote de la série. Zach Braff a réalisé cinq épisodes, dont le 100e épisode Mon retour à la maison qui a remporté un Peabody Award en avril 2007.
Selon Lawrence, que la série soit produite par ABC et diffusée par une chaine concurrente NBC constitue un arrangement étrange, rendu possible par le fait que les lois américaines sur la propriété des programmes des chaînes sont devenues moins strictes. NBC ne touche aucune marge sur les ventes de la série car elle est entièrement produite par ABC, ce qui signifie que ABC recueille les bénéfices des ventes de DVD tandis que NBC ne se rentabilise qu'avec les publicités. Pour la septième saison, ABC s'était dit prête à reprendre la diffusion de Scrubs si NBC ne souhaitait plus poursuivre la diffusion.
Bill Lawrence, déjà co-créateur de Spin City, eu l'idée de réaliser une série médicale à la suite d'un dîner arrosé avec trois amis médecins, Jonathan Doris, John Turk et Dolly Klock, qui lui narraient leurs anecdotes sur le métier et sur leurs années d'internat. Ces trois amis vont ensuite servir de conseillers médicaux pour la série. En plus de cela, Doris et Turk vont servir de modèle à deux des personnages principaux : John Dorian et Chris Turk. Plus tard, Klock servira de modèle à Molly Clock dans la saison 4, et si John Dorian est attiré par Molly Clock dans la série, Dolly Klock est l'épouse du véritable John Doris dans la réalité. John Doris est surnommé « Real » (réel en anglais) par l'équipe car il est le vrai J.D.

### Casting
La plupart des acteurs de Scrubs ne jouissaient pas d'une grande notoriété avant de jouer dans la série. La distribution des rôles est assurée par Brett Benner et son partenaire Debby Romano et influencée par des requêtes de NBC. Benner explique qu'une sitcom à une seule caméra sans public ni rires enregistrés demande un casting différent de celui d'une sitcom traditionnelle.
Initialement, le rôle du personnage principal de J.D. était pressenti pour être joué par Michael Muhney mais celui-ci ne fut pas jugé assez excentrique pour le rôle. D'autres acteurs étaient envisagés comme Ethan Embry et David Moscow. Finalement c'est Zach Braff qui est choisi pour interpréter J.D., après avoir passé six auditions. Il s'agit de son premier grand rôle, et travaillait encore comme serveur dans un restaurant franco-vietnamien avant que sa carrière ne décolle grâce à Scrubs. Son jeu d'acteur s'inspire de celui de John Ritter dans Three's Company, c'est d'ailleurs Braff qui propose que Ritter interprète son père dans la série.
Le rôle de Chris Turk, le meilleur ami de J.D., a été décroché par Donald Faison ; à l'époque, celui-ci n'était réellement connu que pour avoir tenu le rôle de Murray dans Clueless. Il est également le meilleur ami de Zach Braff dans la vraie vie.
L'actrice Sarah Chalke, qui interprète Elliot Reid, avait auparavant décroché quelques rôles dans des téléfilms et joué le rôle de Becky Conner dans Roseanne ; comme son personnage, elle parle allemand et français couramment.
John C. McGinley était jusque-là restreint à de petits rôles et à des apparitions dans plusieurs films comme Platoon, Point Break, Se7en ou Rock avant de décrocher le rôle du docteur Cox dans la série après cinq auditions. L'idée que Cox appelle J.D. par des prénoms de filles est venue lorsque les scénaristes ont remarqué que c'est ainsi que McGinley appelait Braff ; McGinley dit faire cela avec tous ses amis. Dans le film Rien à perdre, il fait d'ailleurs subir le même traitement à Tim Robbins.
Judy Reyes a été choisie pour interpréter Carla Espinosa grâce à ses nombreuses apparitions remarquées à la télévision par Bill Lawrence. Le 20 septembre 2006, en plein tournage de la saison 6, elle se fracture le bassin et suit une convalescence de six semaines durant laquelle l'agenda du tournage est réorganisé bien qu'elle ait pu tourner certaines scènes durant cette période. Cela se remarque surtout durant l'épisode musical, où elle reste assise pendant la majeure partie de l'épisode, sa scène de danse n'étant filmée que cinq semaines plus tard.
Ken Jenkins, qui prête ses traits au docteur Bob Kelso, est un acteur de théâtre confirmé qui a obtenu de petits rôles dans de nombreuses séries télévisées (Sliders, X-Files…) et dans des films (Le Tailleur de Panama, La Somme de toutes les peurs…). Baxter, son chien dans la série, est son vrai chien.
Le mystérieux concierge est joué par Neil Flynn qui avait initialement postulé pour le rôle du docteur Cox avant que Lawrence ne lui confie ce rôle. Le rôle du concierge n'était pas prévu au départ pour faire partie des rôles principaux, il ne devait même servir initialement que pour un gag dans le pilote, et si la série s'était arrêtée faute de succès, il aurait été révélé lors du dernier épisode que le concierge n'existait que dans l'imagination de J.D. C'est la raison pour laquelle lors de la première saison, le concierge n'interagit avec aucun autre personnage. Selon Bill Lawrence, Neil Flynn (membre fondateur de l'Improv Olympic West d'Hollywood) aurait à chaque fois improvisé son texte sans jamais respecter une seule phrase du script, tout en en gardant le sens général.
Parmi les personnages secondaires, l'avocat dépressif Ted Buckland est interprété par Sam Lloyd dont la carrière s'est surtout faite dans les séries télévisées (le conseiller conjugal dans Desperate Housewives, À la Maison-Blanche, quelques apparitions dans Spin City). Jordan Sullivan, l'ex-femme du docteur Cox, est interprété par Christa Miller qui est en fait la femme de Bill Lawrence, réalisateur de la série. L'infirmière Laverne est joué par Aloma Wright qui a interprété de nombreux seconds rôles dans des séries télévisées (Friends, Malcolm, NCIS : Enquêtes spéciales, etc.). Robert Maschio, le « Todd » dans la série, a fait quelques apparitions dans Veronica Mars, Spin City et Cuts.
Plusieurs membres de l'équipe de Scrubs sont apparus dans de petits rôles, comme le scénariste et producteur Mike Schwartz qui possède le rôle récurrent de Lloyd le livreur, le producteur Randall Winston celui du garde de sécurité Léonard, la scénariste Gabrielle Allan celui d'une infirmière et Bill Lawrence, dans l'épisode 15 (il officie le mariage de Lady et du concierge, grand ami de Todd) et dans le dernier épisode de la saison 8 (en tant que concierge).

### Tournage
Tous les épisodes (à l'exception du pilote tourné dans un hôpital abandonné de Glendale détruit depuis) ont été tournés au 12629 Riverside Drive à North Hollywood en Californie, un ancien hôpital (également détruit depuis) entièrement racheté par la production. Afin d'éviter toute confusion, un panneau signale à l'entrée que l'hôpital est fermé au public : au début de la production, quelques futurs patients tombaient par erreur sur le bâtiment et étaient rapidement envoyés vers un vrai centre de soin.
En plus des décors, l'hôpital contient également une salle de montage, une cantine et d'autres pièces servant à la postsynchronisation. Le tournage a lieu au rez-de-chaussée et au premier étage du bâtiment. Les quatre autres étages servent de lieu de détente, de vestiaire et aussi de garderie pour les enfants et les chiens de l'équipe. Les bureaux des scénaristes et des producteurs se trouvent également dans l'hôpital leur offrant la possibilité de  visualiser les scènes qu'ils vont tourner ; la salle où sont écrits les scénarios est une ancienne cellule psychiatrique. Dans la série, le North Hollywood Medical Center est rebaptisé en Sacred Heart Hospital (Hôpital du Sacré-Cœur) d'après le nom de l'école qu'a fréquenté Christa Miller, la femme de Bill Lawrence.
Les séquences d'extérieur interstitielles du Sacré-Cœur sont celles d'un véritable hôpital dans le centre-ville de Los Angeles. La façade de cet hôpital est aussi visible dans le film The One avec Jet Li.
Bill Lawrence déclare avoir fait ce choix pour donner à la série un aspect plus réaliste car il trouve que les hôpitaux des autres sitcoms médicales qu'il a pu voir auparavant ne font pas vrais.

### Fiche technique
- Titre original et français : Scrubs
- Autres titres francophones : Toubib or not Toubib (Belgique)
- Créateur : Bill Lawrence
- Société de production : Touchstone Television
- Pays d'origine :  États-Unis
- Langue originale : anglais
- Dates de première diffusion : 
  -  États-Unis : 2 octobre 2001
  -  France : 13 avril 2002
  -  Suisse : 6 juin 2004
  -  Belgique : 14 février 2004

### Générique
Le générique de Scrubs est très court et ne dure que quelques secondes (20 environ). Au début de la seconde saison, la production le rallonge le générique pour inclure d'autres personnages, notamment le Concierge devenu l'un des personnages principaux. Cependant elle retourna sur l'ancien générique pour que les épisodes durent le plus longtemps possible à la demande des fans et de la chaîne. La production explique aussi qu'elle trouvait le nouveau générique trop prétentieux.
Il existe une variante plus courte du générique dans les épisodes de la saison 3, où il ne dure que 5 secondes environ.
La chanson Superman de l'album All the Time in the World de Lazlo Bane a été proposée au producteur par Zach Braff pour être le thème musical de Scrubs. Elle décrit les sentiments d'un homme qui sait qu'il n'est pas un super-héros et qu'il ne peut pas faire de miracles, évoquant ainsi la faillibilité des personnages de la série. Le refrain « I'm no Superman » sert de musique au générique. Dans le générique habituel de Scrubs, le refrain est joué sur un tempo légèrement plus rapide que dans la version originale. La version originale plus lente est brièvement utilisée pour le générique étendu des épisodes du début de la saison 2, ainsi que pour celui de l'épisode Mon urologue. Pour promouvoir la sortie en album de la bande originale de Scrubs, un vidéoclip de Superman a été réalisé par Zach Braff.
À la fin du générique, la radiographie du thorax est affichée à l'envers, les côtes droite et gauche sont inversés. Souvent pointée par les fans, l'erreur a même été parodiée dans l'épisode Mon interne préféré (5-12) où un interne essaye de lire une radiographie du thorax à l'envers. Selon Lawrence, l'erreur était intentionnelle dès le départ pour souligner la signification argotique du mot scrubs désignant un groupe de personnes inexpérimentées. Cependant, Zach Braff déclare de son côté que l'erreur est vraiment involontaire. L'erreur est corrigée dans le nouveau générique du début de la saison 2 mais la série revient vite à l'ancien avec sa radiographie à l'envers. Dans l'épisode Mon Urologue (5-23), le docteur Kim Briggs la remet à l'endroit à la fin du générique en expliquant « elle est à l'envers ! ça m'énerve depuis des années. »
À partir de la neuvième saison, le générique a été remanié de façon à présenter les nouveaux personnages principaux, comme le Dr Mahoney et les élèves. Une nouvelle version de Superman, réinterprétée par le groupe WAZ, est utilisée. Tandis que le générique de fin des sept premières saisons diffusé sur NBC est généralement reconstitué d’images extrait de l’épisode,quelques générique de fin de la saison 8 incluent un bêtisier;alors que les deux dernières saisons incluent des scènes supplémentaires en guise de générique de clôture.

#### Musique
La musique prend une place importante dans Scrubs, toujours parsemée de morceaux d'artistes souvent renommés (Foo Fighters, Coldplay, Keane, Toto, U2, Queen, Erasure, Gary Jules, George Michael, The Shins, Village People, James Brown, Elton John, The Coral…), afin de refléter au mieux le thème de l'épisode. Selon Bill Lawrence, l'écriture des épisodes se fait souvent avec une chanson dans la tête pour faire en sorte que la musique et les paroles des chansons s'associent avec les scènes visuelles, un soin qu'il juge d'autant plus nécessaire que de plus en plus de séries terminent leurs épisodes par un montage de plans en musique.
Les acteurs et les membres de l'équipe sont encouragés à soumettre leurs idées de chansons, une grande partie de celles-ci proviennent du créateur Bill Lawrence, du scénariste Neil Goldman, et des acteurs Zach Braff et Christa Miller. Selon Bill Lawrence, sa femme Christa Miller, qui a sélectionné Colin Hay et Tammany Hall, aurait une telle influence sur la musique de la série que les scénaristes et les acteurs lui soumettraient leurs idées avant même de lui en parler. Zach Braff a sélectionné quant à lui la chanson du générique, Superman de Lazlo Bane.
La musique de Colin Hay, ancien leader du groupe Men at Work, est entendue dans au moins sept épisodes de la série. Colin Hay apparait même dans l'épisode Mon exagération (My Overkill) où il interprète sa chanson du même nom, Overkill. Il est présent également dans la bande originale du film Garden State, dont Zach Braff est le réalisateur et l'acteur principal.
Cary Brothers et Joshua Radin, deux amis musiciens de Zach Braff, ont également contribué à la bande son de Scrubs. Joshua Radin est entendu dans au moins six épisodes. La musique de Keren DeBerg apparaît dans 15 épisodes et DeBerg joue comme figurante dans la chanson Are You Okay? de l'épisode Ma comédie musicale. Dans un épisode, Polyphonic Spree joue Light and Day dans la chambre d'un patient qui voulait jouer avec le groupe avant qu'ils ne partent pour leur tournée européenne.
La série possède même sa propre chorale : le quatuor de Ted, appelé « les Joyeux Pinsons » (The Worthless Peons en VO) constitué d'employés de l'administration de l'hôpital qui fait des apparitions régulières en interprétant des chants a cappella souvent ridicules dans leur contexte. Le groupe de choristes dont fait partie Ted dans la série existe cependant bel et bien, elle s'appelle The Blanks et Sam Lloyd (Ted) en fait réellement partie. Invités à se produire pour la fête de Noël de Scrubs de 2001, Bill Lawrence apprécia tellement le style du groupe qu'il décida de les inclure dans la série. Plusieurs membres de l'équipe de Scrubs ont participé à l'album des Blanks, Riding the Wave. Sam Lloyd fait aussi partie d'un groupe reprenant des chansons des Beatles, The Butties, dont les reprises de Eight Days A Week, My Best Friend's Wedding, et Joy to the World sont interprétées par la chorale de Ted dans la série.
De plus, Bill Lawrence et plusieurs de ses scénaristes sont passionnés de comédie musicale et la plupart des acteurs ont un passé dans ce domaine. Prenant exemple sur l'épisode musical de Buffy contre les vampires, un épisode de Scrubs dans la saison 6, Ma comédie musicale, est presque entièrement chanté. Dans cet épisode, une patiente, après une chute, n'entend pas les personnes parler mais chanter. Comme la majeure partie de l'épisode est filmée de son point de vue, tous les personnages chantent dans l'épisode. Pour l'occasion, l'un des scénaristes de Scrubs, Deb Fordham, a collaboré avec Robert Lopez et Jeff Marx, récompensés en 2004 par un Tony Award pour la comédie musicale Avenue Q, ainsi qu'avec Paul Perry (qui joue l'un des choristes du groupe de Ted dans la série) et les compositeurs Jan Stevens et Doug Besterman, afin de faire en sorte que les dialogues soient chantés et qu'il en ressorte un certain impact émotionnel. La bande son de l'épisode (11 morceaux) a été rendue disponible sur de nombreuses plates-formes de téléchargement comme l'iTunes Store.
Dans l'épisode 5 de la saison 5, la musique pendant le regard noir du concierge sur J.D. est Koyaanisqatsi issue des films de la trilogie des Qatsi et écrite par le compositeur Philip Glass. La même musique est reprise dans l'épisode 17 de la même saison dans une scène identique, avec le concierge, Todd, Laverne, et Ted fixant Carla.

### Diffusion aux États-Unis

#### Six premières saisons
Scrubs est diffusée tous les mardis à 21 h 30 depuis le 2 octobre 2001 sur le réseau NBC.
Lors de la première saison, Scrubs a eu pour principales séries concurrentes NYPD Blue sur ABC, Le Protecteur sur CBS et 24 sur la Fox. Malgré  cela, Scrubs parvient à faire face et le 10 janvier 2002, la NBC confirme que Scrubs connaîtra une seconde saison. Le 17 mai 2004, forte de son succès, il est annoncé que la série est repartie pour deux ans. L'épisode Ma faute à moi (3x14) est sélectionné aux Emmy Awards et est considéré par beaucoup de fans comme l'épisode le plus réussi de la série.
Initialement prévue pour la rentrée, la cinquième saison de Scrubs est finalement programmée à partir du 3 janvier 2006 au vu du succès de la nouvelle comédie occupant sa case horaire, Earl (ensuite déplacée au jeudi), soit huit mois après la fin de la quatrième saison. Bien que l'audience soit en baisse au cours de la saison 5, la série arrive à se maintenir sur la tranche 21h00-22h00. Selon Lawrence, l'explication de cette baisse d'intérêt est que la série est devenue trop farfelue et fantaisiste. Il déclare alors souhaiter revenir à un état d'esprit plus proche des deux premières saisons, où les choses délirantes n'arrivent vraiment que dans les rêves de J.D.
Le 23 août 2006, à la suite du succès de son film Garden State, Zach Braff indique au magazine Première qu'il songe à arrêter Scrubs à l'issue de la saison 6 pour se consacrer entièrement à sa carrière cinématographique et des rumeurs concernant l'arrêt de la série commencent à circuler, Bill Lawrence ne voyant pas non plus comment la série pourrait continuer sans lui. En mars 2007, Zach Braff signe un nouveau contrat avec NBC pour une septième saison à raison de 350 000 dollars par épisode. Malgré cela, les clips publicitaires accompagnant la promotion de la série indiquant le compte à rebours jusqu'à la fin de la saison inquiètent les fans en restant relativement vagues sur la saison suivante. Un flou volontaire, NBC n'ayant pas encore pris sa décision quant à l'avenir de la série sur la chaîne, la baisse d'audience s'étant poursuivie jusqu'à la fin de la saison. D'autre part, la série est de plus en plus chère à produire (les salaires, et en particulier celui de Zach Braff, étant de plus en plus élevés du fait de l'ancienneté du show). La rumeur d'un transfert de Scrubs sur ABC s'amplifie, l'un des dirigeants, Steve McPherson se disant prêt à récupérer Scrubs si NBC la mettait de côté, mais d'autres préviennent que le salaire exigé par Braff pouvait rendre la série trop chère à produire même pour ABC.

#### Septième saison et grève des scénaristes américains
Le 12 mai 2007, il est annoncé qu'une septième et dernière saison de seulement 18 épisodes doit finalement voir le jour et être diffusée à partir du 25 octobre, toujours sur NBC, mais celle-ci est retardée à cause de la grève des scénaristes à Hollywood, initiée par la Writers Guild of America, qui commence le 5 novembre 2007.
Lorsque la grève commence, seulement onze des épisodes prévus ont été écrits et dix ont été tournés, les sept épisodes restants n'ont pas encore été écrits, et la NBC laisse envisager que la dernière saison pourrait s'arrêter à 12 épisodes. La situation est d'autant plus vague et compliquée que Scrubs n'appartient pas à NBC mais à leur concurrent ABC. Un peu avant le début de la grève, ABC Studio, qui avait déjà envisagé cette éventualité, demande à Bill Lawrence d'écrire le scénario du dernier épisode pour pouvoir ainsi le tourner et le diffuser quelle que soit l'issue de la grève mais cette proposition est catégoriquement refusée par Lawrence qui déclare entendre que sa série se termine comme il l'a envisagé, quitte à ce que les épisodes manquants sortent directement sur DVD. D'autres solutions, telle que attendre la saison 2008-2009 pour clore la série, ont également été envisagées par Lawrence.
Par ailleurs partisan de la grève, Bill Lawrence cesse toute activité sur Scrubs, la série passe en attendant aux commandes du producteur Randall Winston et d'autres personnes non-membres de la WGA. Bien que leurs contrats les obligent à continuer de tourner, une grande partie des acteurs de la série est solidaire de la grève et manifeste au côté des scénaristes durant leur temps libre, dont Zach Braff aussi membre de la WGA.
Le 19 novembre, NBC annonce que The Office et Scrubs (case horaire de 21h) seront remplacés par The Apprentice à partir du 3 janvier 2008, Scrubs devient ainsi diffusé vers 20h30. Face au prolongement de la grève, l'arrêt de la diffusion des inédits de Scrubs est annoncé par NBC au 7 février 2008. La grève commence à sérieusement mettre en péril la septième saison, d'autant plus que les contrats des acteurs arrivaient bientôt à leur terme. Le 11 février, il est annoncé que la grève arrive à son terme et Bill Lawrence déclare que les derniers épisodes de Scrubs seront bien produits, bien qu'il ne soit pas sûr de la manière dont ils seront diffusés. Deux jours plus tard, le retour de Scrubs est annoncé au 10 avril sur NBC.
En plein tournage d'un épisode, l'un des techniciens fait sa demande en mariage à l'une des perchistes.

#### Transfert sur ABC puis nouveau départ
Le 13 mai 2008, il fut confirmé la diffusion sur  ABC . La 8e saison est donc composée de 19 épisodes et respecte la fin prévue par son auteur Bill Lawrence.
Le 19 mai 2009, ABC annonce officiellement dans sa grille de rentrée que Scrubs est reconduite pour une neuvième saison, toutefois présentée comme un spin-off. Elle démarre le 1er décembre 2009 aux États-Unis.
L'action de cette nouvelle saison se déroule 18 mois après le départ de J.D. du Sacré-Cœur, où l'hôpital a été détruit et est devenu une école de médecine rattachée à la Winston University. J.D, marié à Elliot qui attend leur enfant, y revient pour donner des cours quelque temps, avec le Dr Cox et Turk.
Le casting de cette neuvième saison change ; en effet, des sept acteurs apparus dans la série depuis le pilote, seuls Donald Faison (Turk) et John C. McGingley (Dr. Cox) reviennent dans des rôles récurrents. Zach Braff et Sarah Chalke quant à eux apparaissent dans les six premiers épisodes afin d'assurer la transition entre l'avant et l'après J.D. Judy Reyes (Carla) est la seule à ne plus apparaitre dans cette saison.
Le nouveau casting se compose d'Eliza Coupe qui reprend le rôle de Denise « Jo » Mahoney déjà présente dans la saison 8, Dave Franco en tant que Cole, un « beau-gosse » idiot et imbu de lui-même dont les parents participent au financement de l'école, Kerry Bishé en tant que Lucy, la nouvelle narratrice et Michael Mosley, un étudiant de 30 ans qui reprend ses études de médecine précédemment abandonnées.
À la suite de mauvaises audiences, la série a été annulée , annonce faite le 14 mai 2010.

## Univers de la série

### Les personnages

L'emblème de l'hôpital du Sacré-Cœur sous NBC (2001).

L'emblème de l'hôpital du Sacré-Cœur sous ABC (2009).

- John Michael « J.D. » Dorian (Zach Braff), est le personnage principal de la série et le narrateur de la quasi-totalité des histoires. À l'hôpital, il s'oriente vers la médecine générale et officie donc sous les ordres du docteur Cox à qui il voue très vite une grande admiration. Très immature, c'est aussi un garçon rêveur et sensible, avec de grands côtés féminins, qui veut que tout le monde l'aime, mais il est pourtant incapable d'entretenir une relation sérieuse avec une fille ; il vit rapidement et à de multiples reprises des histoires d'amour tumultueuses avec Elliot Reid. Grand rêveur, J.D. a la particularité de se perdre fréquemment dans ses pensées, retransmises par sa voix intérieure, et de s'imaginer des scènes loufoques inspirées de la réalité qui sont alors représentées à l'écran, parfois en plein milieu d'une discussion avec les autres personnages. Lorsqu'une de ses petites amies, Kim, tombe enceinte, J.D. arrive à concilier son travail, son caractère peu adulte et son nouveau rôle de père pour élever son fils.
- Christopher Duncan Turk (Donald Faison) est le meilleur ami et colocataire de J.D. avec qui il vit une relation très fusionnelle, ils se rejoignent dans leurs délires dont la manifestation la plus évidente est l'adoption d'un chien empaillé nommé Rowdy qu'ils traitent comme un animal vivant. Il s'est dirigé vers des études de chirurgie et n'a donc que faire de la mauvaise humeur de Cox qui n'est pas son responsable. Turk est aussi le petit ami de l'infirmière Carla, avec qui il se mariera et aura une fille, plus un autre enfant plus tard.
- Elliot Reid (Sarah Chalke) est une camarade d'études de J.D. avec qui elle commence une histoire compliquée. Son côté névrosé, accentué par le Dr Bob Kelso qui l'intimide énormément, l'empêche de progresser en médecine. Malgré ses origines bourgeoises, elle ne garde pas un bon souvenir de son enfance. Elle se transforme petit à petit en une femme forte et sûre d'elle, et s'oriente vers la recherche en endocrinologie.
- Carla Espinosa (Judy Reyes) est une infirmière d'origine dominicaine qui travaille depuis plusieurs années dans l'hôpital. Elle est la seule personne que le Dr Cox écoute et semble apprécier. Elle possède un tempérament fort et aime tout contrôler, même dans sa relation avec Turk. Elle se plaît à donner des conseils à tout le monde et adore materner les internes, surtout J.D. qu'elle surnomme « Bambi ». Issue d'une famille défavorisée, elle n'apprécie pas les manières d'Elliot avant que leur amitié commune avec J.D. ne les rapproche : les deux jeunes femmes deviendront alors meilleures amies, Elliot étant sa demoiselle d'honneur.
- Le docteur Perceval Ulysse « Perry » Cox (John C. McGinley) est un médecin grincheux et colérique qui aime se lancer très souvent dans d'interminables monologues au cours desquels il rabaisse la personne en face de lui et ne cesse de rappeler à quel point les choses qui l'entourent l'indiffèrent. Il est aussi le responsable des internes en médecine générale, envers qui il se montre tyrannique. Il aime et déteste son ex-femme, qui est une des rares personnes insensibles à ses menaces et à ses insultes. Pourtant il possède un bon fond qu'il refuse de montrer et se met souvent en travers du Dr Kelso en faisant passer les patients avant l'argent. Son comportement se résume très bien dans la relation qu'il entretient avec J.D., pour qui il ne montre que du mépris (notamment en l'appelant par des noms de fille ou « bizut ») bien qu'intérieurement il l'apprécie en tant que médecin et ami.
- Le docteur Robert « Bob Kelso » Kelsonovich (Ken Jenkins) est le directeur du service de médecine de l'hôpital. Il cache derrière son sourire doucereux un tempérament égoïste, avare et colérique. Prêt à tout pour faire des économies, il se heurte régulièrement aux objections du Dr Cox. Cependant, il laisse parfois transparaître qu'il possède un bon fond et que sa cruauté serait un moyen de tenir le coup face aux décisions difficiles que son poste l'oblige à prendre.
- Le concierge, ou « janitor » en anglais (Neil Flynn), est un personnage fantasque qui aime s'inventer différentes identités. Il est chargé de veiller à la propreté de l'hôpital, une activité qui l'ennuie alors il passe ses journées à élaborer des plans insidieux pour persécuter J.D., qui se fait généralement avoir malgré sa volonté première de ne pas entrer dans son jeu. Son métier semble lui poser un certain problème d'infériorité, et il ne rate aucune occasion de se faire passer pour un médecin. Il est d'ailleurs le seul personnage principal (avec Ted) à ne pas faire partie du corps médical. Contre toutes les attentes, il se trouve une petite amie dans les dernières saisons, et se mariera avec elle dans la saison 8. Dans le dernier épisode de la série de la huitième saison, le concierge annonce que son vrai nom est Glenn Matthews. Or, juste après le départ de J.D, un autre employé de l’hôpital l’appelle par un autre nom, ce qui laissait planer le doute. Mais, le créateur de la série, Bill Lawrence, a plus tard confirmé qu'il s'agissait bien de son vrai nom.

Il existe également de nombreux personnages secondaires récurrents parmi le personnel de l'hôpital. Ceux qui reviennent le plus souvent sont :
- Todd Quinlan dit « Le Todd », un interne en chirurgie macho, réputé pour ses « tape-m'en cinq » virils, et ne pensant qu'à faire des sous-entendus sur le sexe. Malgré ce qu'il clâme, Todd fait l'objet de très fréquents sous-entendus sur sa sexualité incertaine, et il semblera concilier femmes et hommes dans la fin de la saison 8, où il s'engage dans une relation avec un couple ;
- Jordan Sullivan, l'ex-femme sadique et tyrannique du docteur Cox, mais qui s'avère être une mère attentionnée (à sa façon) ;
- Laverne Roberts, l'infirmière en chef grincheuse et très croyante qui raffole des commérages ;
- Doug Murphy, un interne aussi nerveux et stressé qu'incompétent qui trouve ensuite sa voie en tant que médecin légiste ;
- Ted Buckland, l'avocat de l'hôpital incapable de se séparer de sa mère, dépressif, incompétent et pleurnichard qui fait partie d'un groupe de choristes de l'hôpital, les Worthless Peons, reprenant des génériques télévisés ou des musiques de film a cappella (Ted trouvera l'amour en la personne d'une jeune joueuse de ukulélé, Stephanie Gooch, ou « The Gooch », qui chante pour les enfants malades de l'hôpital).

### Originalité
La série suit la vie personnelle et professionnelle de ces personnages travaillant à l'hôpital du Sacré-Cœur (Sacred Heart Hospital en VO), un CHU situé dans une ville indéterminée du Sud-Ouest des États-Unis. La série met en scène une narration à la première personne, des personnages extrêmement bavards, des intrigues secondaires qui s'entrecroisent, des cascades, et des scènes surréalistes qui représentent les rêves éveillés des personnages. Ces aspects comiques sont compensés par des scènes poignantes traitant des difficultés pour les médecins de gérer la mort et les problèmes de leur vie personnelle. Cette combinaison d'éléments comiques et dramatiques la distingue d'autres séries médicales, telles qu'Urgences ou Grey's Anatomy, dont elle est souvent considérée comme un pastiche.
Contrairement à la plupart des sitcoms, Scrubs est réalisée avec une seule caméra (plutôt que deux caméras en champ-contrechamp) avec de nombreux plans-séquences, l'enregistrement des épisodes se fait sans public, et il n'y a aucun rire enregistré qui ponctue généralement les comédies télévisées. Chaque épisode est structuré autour de plusieurs histoires thématiquement reliées par la voix off de J.D. qui fait office de narrateur. À la fin de la plupart des épisodes, J.D. résume la morale ou le thème de l'épisode qui s'est déroulé, dans une succession de plans qui montre généralement la façon dont cela a affecté chacun des personnages.
Le titre de chaque épisode a la particularité de toujours commencer par un adjectif possessif (Mon premier jour, Ma douche froide…), à l'exception de quelques épisodes où le narrateur est un autre personnage que J. D. (Son histoire, Leurs histoires…). Bill Lawrence explique ce choix du fait que chaque épisode est celui que J. D. est en train d'écrire dans son journal intime.
La série est également réputée pour la présence fréquente de guest stars, notamment d'acteurs de cinéma qui n'apparaissent généralement pas dans des séries télévisées.
Selon Bill Lawrence, une grande différence avec les autres sitcoms est que la moitié de l'essence comique de Scrubs est visuelle, et il a le sentiment que l'un des éléments à succès de la série réside dans les transitions très rapides entre la comédie loufoque et un registre plus dramatique. La série s'inspire de séries comme Les Années coup de cœur et surtout de M*A*S*H que Lawrence qualifie de « précurseur ». Il déclare également que lui et son équipe n'écrivent pas en premier pour les personnes qui découvrent la série mais pour les habitués en glissant de nombreuses private jokes à l'instar de la série Les Simpson. La série est aussi souvent comparée à Ally McBeal pour la retranscription des rêves. La série possède quelques ressemblances avec la série That '70s Show.